# Tulband (gebak)

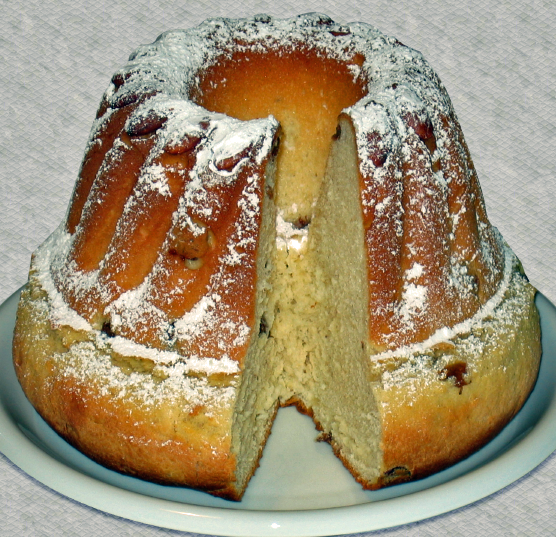
Een tulband

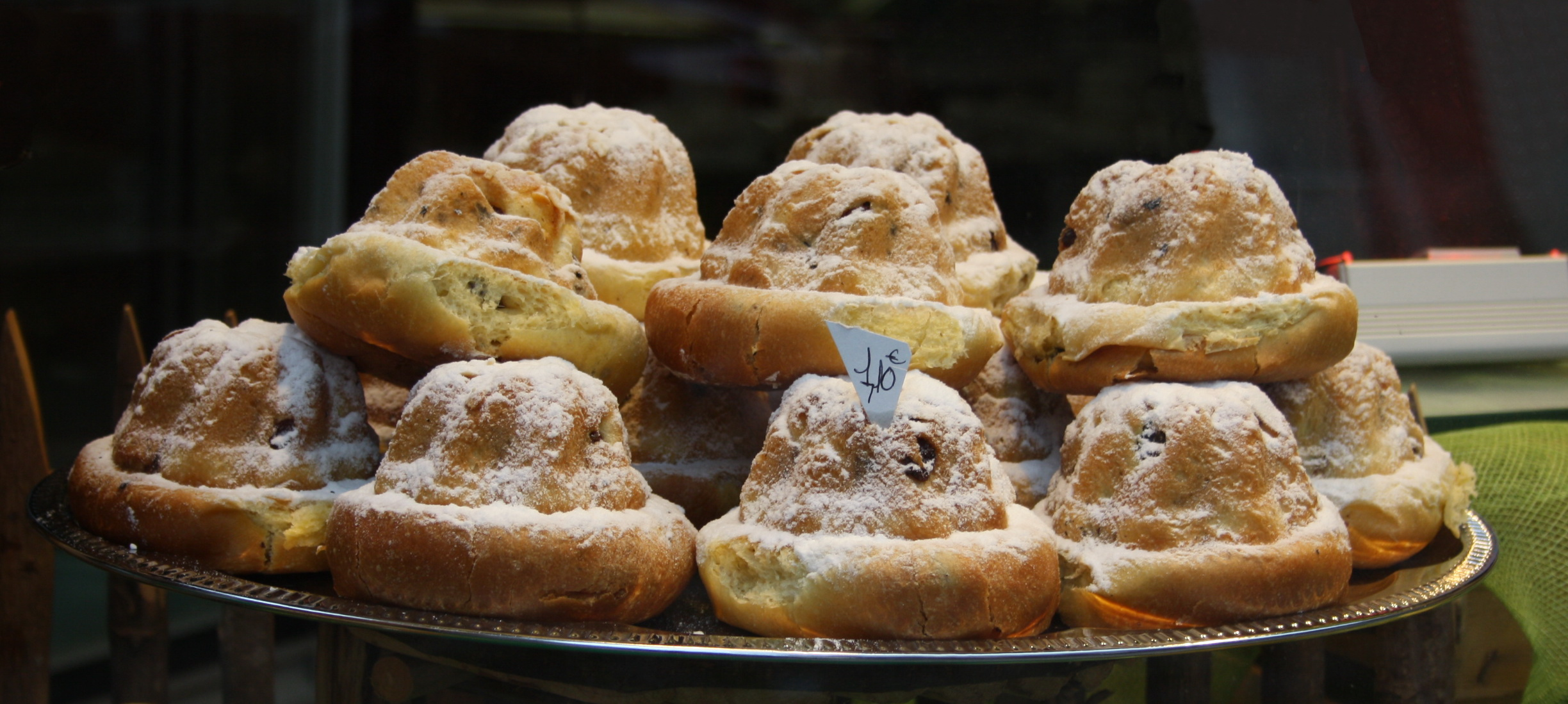
Kleine tulbandjes

Een tulband is een cake gebakken in een ronde vorm (een zogenaamde tulbandblik). Het gebak heeft een diameter van zo'n 20 cm met een gat in het midden. De naam is een verwijzing naar het oosterse hoofddeksel, de tulband, waar deze cake enigszins op lijkt. De poffert in Groningen is een vergelijkbaar gebak.
Meestal worden bij het maken van het beslag voor de tulband bigarreaus toegevoegd, soms ook gist. Na het bakken wordt het gebak afgewerkt met glazuur. Het gebak wordt hierdoor extra feestelijk. De tulband wordt dan ook vaak op verjaardagen gepresenteerd.